# Łysostopek wrzecionowatotrzonowy

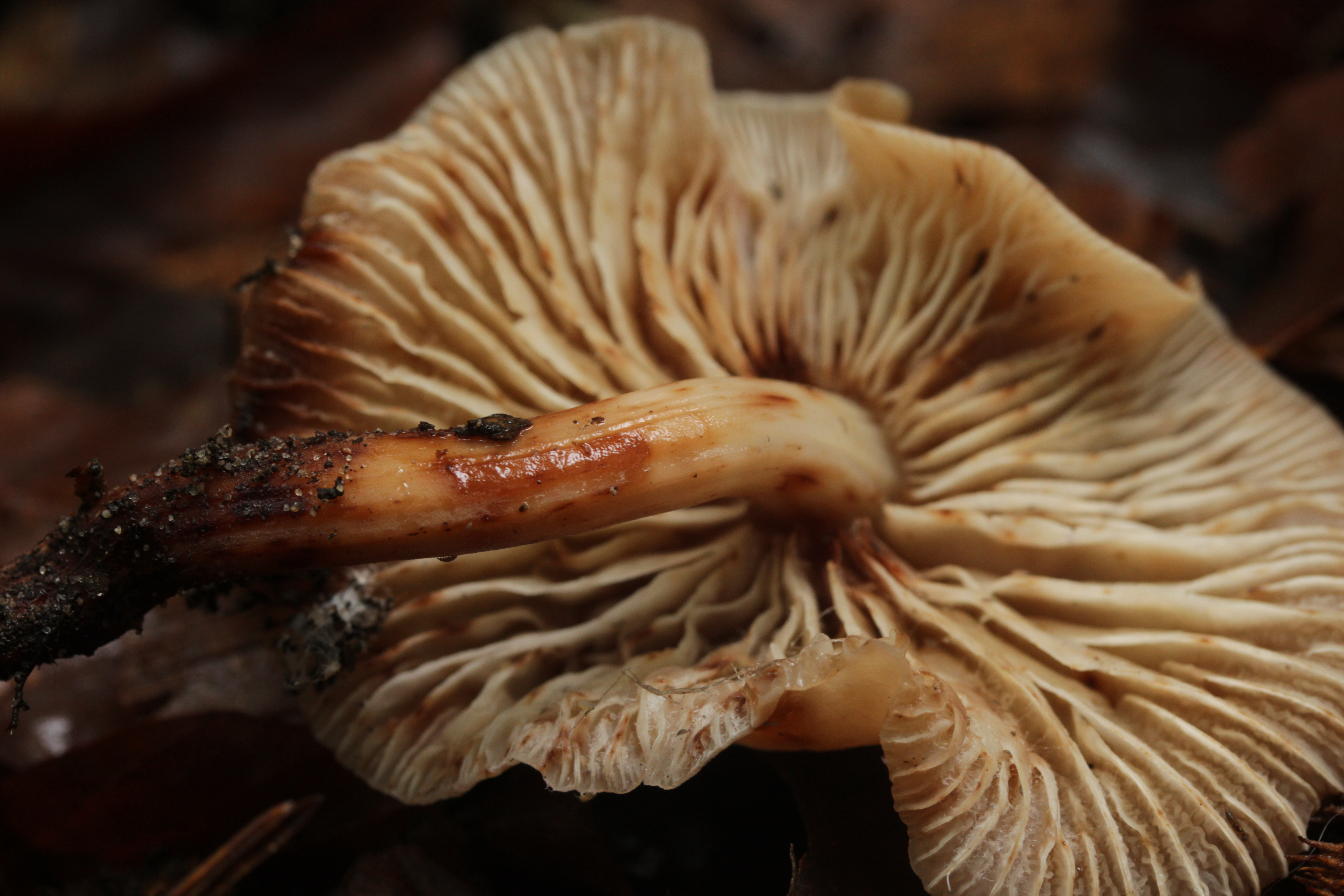

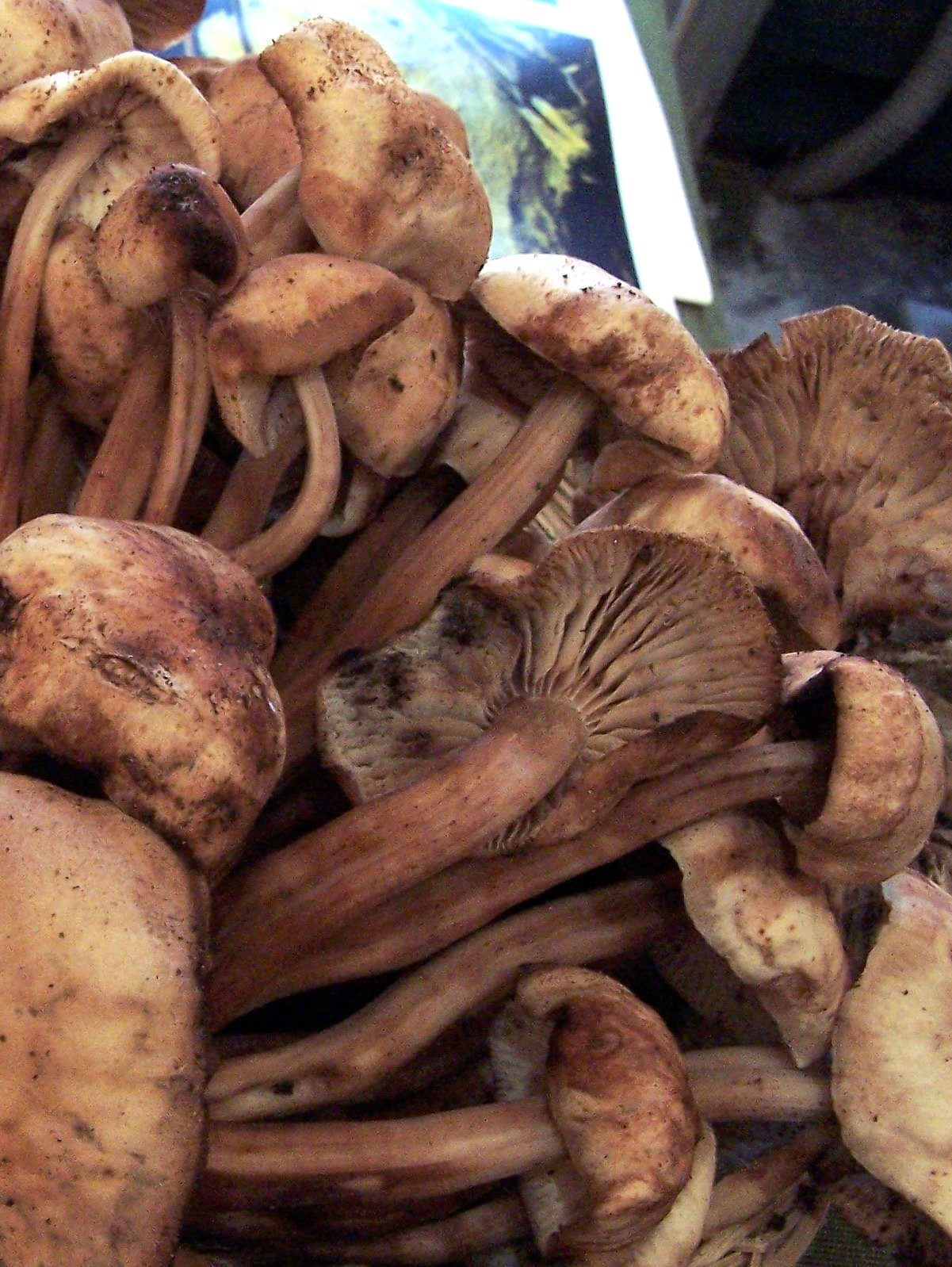

Łysostopek wrzecionowatotrzonowy (Gymnopus fusipes (Bull.) Gray) – gatunek grzybów należący do rodziny Omphalotaceae.

## Systematyka i nazewnictwo
Pozycja w klasyfikacji według Index Fungorum: Gymnopus, Omphalotaceae, Agaricales, Agaricomycetidae, Agaricomycetes, Agaricomycotina, Basidiomycota, Fungi.
Po raz pierwszy takson ten zdiagnozował w 1783 r. Jean Baptiste François Pierre Bulliard, nadając mu nazwę Agaricus fusipes. Obecną, uznaną przez Index Fungorum nazwę nadał mu w 1821 r. Samuel Frederick Gray. Ma 25 synonimów. Niektóre z nich:
- Collybia crassipes (Schaeff.) Ricken 1915
- Collybia fusipes (Bull.) Quél. 1872
- Gymnopus fusipes var. rugosus (Romagn.) P. Roux & Eyssart. 2011
- Rhodocollybia fusipes (Bull.) Romagn. 1978
- Rhodocollybia fusipes var. rugosa Romagn. 1978

Nazwy polskie: opieńka wrzecionowata (Feliks Berdau 1876), kółkorodek grubotrzonowy (F. Kwieciński 1896), pieniążek wrzecionowaty (Franciszek Błoński), bedłka wrzecionowata (Stanisław Chełchowski 1898). W 2003 r. Władysław Wojewoda zaproponował nazwę łysostopek wrzecionowatotrzonowy.

## Morfologia
Kapelusz
O średnicy 4–10 cm, początkowo dzwonkowaty, później nisko łukowaty, na koniec płaski z niskim garbem. Brzeg nieregularny. Powierzchnia gładka, naga, bladoczerwonawa, czerwonobrązowa, bladobrązowa, czasem z ciemnobrązowymi plamami. Jest niehigrofaniczny; w stanie wilgotnym prążkowanie widoczne jest tylko przy samym brzegu.
Blaszki
Bardzo rzadkie, pofałdowane, początkowo białokremowe, często z rdzawymi plamami, potem mięsnoczerwone, w stanie dojrzałym oprószone białymi zarodnikami.
Trzon
Wysokość 6–15 cm, grubość 1–2 cm, wrzecionowaty, na środku zgrubiały, powyginany, dołem zwężający się, początkowo pełny, potem wewnątrz watowaty. Powierzchnia podłużnie włóknista o barwie od blado brązowej do czerwonobrązowej, dołem ciemniejsza – brązowoczarna. Trzony są głęboko przytwierdzone do podłoża korzeniastą podstawą trzonu wyrastającą z czarnego sklerocjum o nieregularnym kształcie.
Miąższ
Sprężysty, o barwie od białawej do kremowej, w trzonie bardzo twardy, bez wyraźnego smaku i zapachu.
Cechy mikroskopowe
Zarodniki elipsoidalne, czasem migdałowate, o wymiarach 5,5 –6,5 × 3– 4 µm, Q= 1,3 – 1,9. Zarówno zarodniki, jak i wszystkie strzępki są nieamyloidalne.

## Występowanie i siedlisko
Łysostopek wrzecionowatotrzonowy w Europie jest bardzo szeroko rozprzestrzeniony. Jego stanowiska podano także w Ameryce Północnej, Azji i Nowej Zelandii. W. Wojewoda w zestawieniu wielkoowocnikowych grzybów podstawkowych Polski w 2003 r. przytoczył liczne stanowiska. Bardziej aktualne stanowiska przytacza internetowy atlas grzybów. Umieszczony w nim jest na liście gatunków rzadkich i wartych objęcia ochroną. W Polsce jest szeroko rozprzestrzeniony, ale niezbyt częsty.
Występuje w lasach liściastych, mieszanych i w zaroślach. Rośnie na martwym drewnie dębów i buków, rzadziej innych drzew liściastych. Owocniki pojawiają się zazwyczaj od czerwca do listopada, przeważnie w kępach na martwych pniach lub u podstawy starych pni.